# Harham (Fraunberg)
Harham ist ein Gemeindeteil der Gemeinde Fraunberg, Landkreis Erding, Oberbayern.

## Lage
Das Dorf liegt etwa drei Kilometer nordwestlich von Fraunberg.